# Recife Ernest‑Legouvé
Recife Ernest‑Legouvé é um suposto recife no Pacífico Sul (sul das ilhas Tuamotu e leste da Nova Zelândia); o Recife foi relatado em 1902 pelo capitão não identificado do navio francês Ernest-Legouvé. O recife tinha cerca de 100 metros de comprimento e um outro recife foi avistado perto dele. O recife foi registrado no Paris Notice to Mariners 164/1122/1902 e na Organização Hidrográfica Internacional que afirmou em 9 de fevereiro de 1957 dando uma posição estimada de 35° 12′ S, 150° 40′ O. E foi procurada em 1982 e 1983, mas não foi encontrada levando a que fosse considerada uma ilha fantasma. No entanto, é marcado na edição da National Geographic Atlas of the World de 2005.
Outros recifes nas proximidades historicamente relatados que parecem não existir incluem Recife Wachusett, Recife de Júpiter e Recife de Maria Teresa.
Na sua localização e descrição, Ernest Legouve Rock corresponde à rocha que se dizia ser tudo o que restava da Ilha Lincoln no final de A Ilha Misteriosa de Júlio Verne.